# Густав Зорге
Густав Герман Зорге (нім. Gustav Hermann Sorge; 24 квітня 1911, Райзен, Сілезія, Німецька імперія — 3 жовтня 1978, Бохум, ФРН) — німецький воєнний злочинець, відомий також як Залізний Густав, гауптшарфюрер СС, наглядач концтабору Естервеген, пізніше Заксенгаузен.

## Біографія
Густав Зорге народився 24 квітня 1911 року у Сілезії. Його батько був сільськогосподарським робітником, а мати працювала у саду. Після Першої світової війни частина Нижньої Сілезії з округом Гурау відійшла до Польщі на підставі мирного договору. У 1920 році батьки Зорге були вислані, а він сам залишився у Ронікені зі своїми бабусею та дідусем і надалі мав взяти на себе управління господарством. З 1917 до 1919 рік відвідував німецьку народну школу. З вересня 1920 року відвідував польську початкову школу, оскільки німецькі народні школи скасували. У 1925 році закінчив народну школу. З квітня 1926 року навчався на коваля. У 1929 році склав іспит на звання підмайстра та протягом року працював у слюсарній майстерні. На початку 1931 року переїхав до своїх батьків до Оснабрюка. Там Зорге не зміг знайти постійну роботу через економічну кризу. Періодично його викликали у бюро з працевлаштування для виконання термінових робіт, проте до березня 1933 року він залишався безробітним і був змушений покладатися на допомогу по безробіттю.
Під впливом свого дядька Германа Вебера у січні 1931 року вступив до воєнізованої організації Чорний рейхсвер. Він брав участь у теоретичному та практичному військовому вишколі раз на тиждень у казармі в Оснабрюку, у чотиритижневих навчаннях під Падерборном у липні 1931 року та у таких же навчаннях у Гекстері у вересні 1932 року. У січні 1931 року вступив до НСРПН та СС. Під час насильницьких зіткнень з ворогами нацистів в Оснабрюку отримав прізвисько «Залізний Густав». З березня 1933 року працював слюсарем на ткацько-прядильній фабриці, а через місяць перевівся як підсобний робітник на мідно-дротяну фабрику в Оснабрюку, де залишався до вересня 1934 року. У вересні 1934 року отримав звання унтершарфюрера СС. З 1 жовтня 1934 року служив в охороні концтабору Естервеген. Зорге з жорстокістю розправлявся із в'язнями та разом з іншими есесівцями інсценував розстріли «при спробі втечі». З квітня 1936 року навчався у таборі для нацистської молоді Фогельзанге, потім у школі поліції безпеки у Шарлоттенбурзі. У вересні 1936 року був переведений до штабу головного адміністративно-господарського управління СС, яке відповідало за планування нових концтаборів, де отримав посаду завідувача постачання одягу. У березні 1938 року брав участь в Аншлюсі Австрії. Після лікування травми меніска у кінці червня 1938 року був переведений у комендатуру концтабору Заксенгаузен. 9 вересня 1938 року був підвищений до обершарфюрера СС. До весни 1939 року служив заступником начальника трудової служби та другим рапортфюрером. Згодом був призначений начальником служби праці та 20 квітня 1941 року отримав звання гауптшарфюрера СС. У 1941 році був присутній на нараді, де обговорювалося масове вбивство радянських військовополонених. У жовтні 1941 року став першим рапортфюрером, цю посаду Зорге обіймав до 22 червня 1942 року та водночас залишався начальником служби праці.
З 23 червня 1942 до 27 жовтня 1942 року був начальником філії табору у Ліхтерфельді, який належав до концтабору Заксенгаузен. З листопада 1942 року після зняття з посади працював у головному робочому управлінні в Оранієнбурзі. Взимку 1943 року Зорге організовував будівельні роботи концтабору Герцогенбуш. У квітні 1943 року був ув'язнений на три місяці у зв'язку з проведенням за наказом керівництва СС розслідування порушень у різних концтаборах, однак у результаті його звільнили. Влітку 1943 року був переведений до Латвії до вищого керівника СС і поліції в Остланді та незабаром був залучений у боротьбу проти партизанів. З 1 грудня 1943 року був начальником трудового табору Рига-Шпільве, одного з субтаборів концтабору Рига-Кайзервальд, також керував армійською автостоянкою у Ризі. З 30 січня 1944 року був начальником трудового табору Донданген. Після прориву радянських військ на фронті Зорге керував евакуацією цього табору та організовував перевезення ув'язнених до концтабору Штуттгоф. У листопаді 1944 року отримав наказ повернутися у Заксенгаузен і сформувати там 12-у будівельну бригаду, яка складалася з 1000 ув'язнених з концтаборів Заксенгаузен, Ґросс-Розен і Дора-Міттельбау. У ході бомбардувань отримав поранення та перебував на лікуванні у шпиталі поблизу Регенсбурга.

### Після війни
28 квітня 1945 року був заарештований армією США у військовому шпиталі у Бургленгенфельді під Регенсбургом. У травні 1945 року був поміщений у табір для інтернованих есесівців під Бад-Кройцнах, а через 6 тижнів — у табір під Віккратом. Зорге біг з іншим есесівцем, знову знайшов свою сім'ю в Оснабрюку та переїхав разом з нею до Фламерсгайма, де працював у сільському господарстві. 24 березня 1946 року був заарештований британською військовою поліцією та поміщений у табір для інтернованих у Реклінгсгаузені. Того ж року було передано радянській стороні. Разом з іншими співробітниками табору, зокрема комендантом Антоном Кайндлем, Куртом Еккаріусом й Августом Геном, був підсудним на процесі у справі про злочини у концтаборі Заксенгаузен, який проводив радянський трибунал. 30 жовтня 1947 року був засуджений до довічного ув'язнення за участь у вбивстві 10 000 радянських військовополонених восени 1941 року у концтаборі Заксенгаузен. Покарання відбував у таборі під Воркутою. Під час ув'язнення звернувся до протестантської віри та почав самокритично ставитися до свого нацистського минулого та своїх діянь. 14 січня 1956 року був репатрійований у Західну Німеччину, але вже 7 лютого того ж року був узятий під варту. З ініціативи Федерального міністерства юстиції Німеччини засуджений повторно для впевненості у рішенні від 1947 року. 6 лютого 1959 року земельний суд Бонна визнав його винним у 67 вбивствах і засудив до довічного позбавлення волі. Так, серед тих, кого Зорге особисто вбив у Заксенгаузені, був Леон Штернбах, професор класичної філології в Ягеллонському університеті у Кракові — дядько знаменитого хіміка Лео Штернбаха. Відбував покарання у в'язниці Райнбах. З 1971 року теолог Герман Шлінгензіпен подавав кілька прохань про помилування, в яких особливо підкреслював неупереджену чесність і щире визнання провини колишнього наглядача, а також пропонував підтримку Зорге після його звільнення. У середині 70-х років Зорге двічі звернувся з проханням про помилування: "25 років за колючим дротом і ґратами. Довгий і гнітючий період покаяння, в якому я спокутував провину. Я б охоче ухвалив смертний вирок. Це був час, коли, як мені здається, я усвідомив масштаби скоєного. Я не почуваюся злочинцем, як мене так часто називали. Я відчуваю, що мене змусили йти в політичному напрямку, який був зумовлений ідеологічним божевіллям. Але я не хочу нічого виправдовувати. Я глибоко жалкую. У липні 1977 року останнє прохання про помилування було відхилено. У квітні 1978 через проблеми з серцем був переведений у тюремну лікарню у Богумі, де помер 3 жовтня від серцевої недостатності.